# Doake Ice Rumples
Doake Ice Rumples är en kulle i Antarktis. Den ligger i Västantarktis. Argentina, Chile och Storbritannien gör anspråk på området. Toppen på Doake Ice Rumples är 119 meter över havet.
Terrängen runt Doake Ice Rumples är platt. Trakten är obefolkad. Det finns inga samhällen i närheten.